# Karl Eduard von Eichwald
Karl Eduard von Eichwald (Jelgava, 16 de julho de 1795 – São Petesburgo, 22 de novembro de 1876) foi um naturalista germano-báltico e russo.

## Obras
- Reise auf dem Caspischen Meere und in den Caucasus, 2 vols. (Stuttgart and Tübingen, 1834-1838);
- Die Urwelt Russlands (St Petersburg, 1840-1845);
- Le liaee Rossica, ou paleontologie de la Russie, 3 vols. (Stuttgart, 1852-1868).